# Salankayana
La dinastia Salankayana o Xalankayana (Śālaṇkāyana) fou un llinatge de l'Índia antiga que va governar una part de la regió d'Andhra del 300 al 440. El seu territori estava localitzat entre els rius Godavari i Krishna. La seva capital es trobava a Vengi, moderna Pedavegi prop d'Eluru al districte de West Godavari a l'estat d'Andhra Pradesh.
Eren bramins i el seu nom és derivat del seu símbol i el nom gotra, el qual portaven per Nandi (el brau de Xiva).
El Shalankayanas van succeir la dinastia Andhra Ikshvaku i era vassalla dels Pal·lava reis de l'Índia del sud. Durant el seu temps l'escriptura telugu i kannada va començar una clara separació de les altres llengües de l'Índia del sud i de l'Índia del nord.
Avançat el segle V els Shalankayanes va ser conquerits per Madhavarma II de la dinastia Vishnukundina.

## Llista de reis coneguts
1. Hastivarma
2. Nandi Varma
3. Vijayadeva Varma
4. Vijayanandi Varma